# أحلام هبة (جوهرة القصر)
أحلام هبة مسلسل رسوم متحركة كوري من إنتاج هيئة البث العام ام بي سي، تم إنتاج موسمين من المسلسل وتم دبلجتهما بالعربية. بواسطة الشركة العالمية للإنتاج الفني. الموسم الأول عرض بين الفترة 29 أكتوبر 2005 - 9 أبريل 2006 والموسم الثاني عرض بين الفترة 14 مارس 2007 - 19 سبتمبر 2007. 

## القصة
الطفلة هبه فتاة يتيمة تعيش مع أسرة عمها، وترث من أمها خاتمين كانا لزواج والديها، وهبة فتاة تحب الطبخ كثيرا وتتمنى أن يستمتع الجميع بما تطبخه، فجأة تسنح لها فرصة لإجراء اختبار يسمح لها بالعمل كمتدربة في المطبخ الملكي، وفي طريقها تصادف رجلا مصابا وفاقدا للوعي في الغابة وكان هناك رجلا مع إمراة مقنعين يحاولان قتل الرجل المصاب فتحاول حمايته منهما، وبمساعدة جروها وابن عمها استطاعت هزيمتهم وقد رأت وجه الرجل ووشما على ذراع المرأة فتصبح هدفا لهم ولكن فقدت هبه أحدا خاتمي والديها أثناء محاربتهما رغم ذلك فضلت إنقاذ الرجل على البحث عن الخاتم، فتذهب مع ابن عمها لأقرب طبيب ولكن الرجل لم يستفق بعد طلبت هبة من الطبيب الاهتمام به إلى أن يستفيق ورحلت لتجري الاختبار فتنجح بصعوبة لم تعلم هبة أن الرجل المصاب كان الملك يعود حارس الملك الفارس سامر إلى موقع الحادث فلا يجد الملك ولكنه يجد خاتم هبة فيعتقد أن صاحب الخاتم هو الذي حاول مهاجمة الملك، وعثر الفارس سامر على الملك وقد كان عند الطبيب فيعلم من الطبيب أن هناك طفلة أنقذت الملك فيحاول الملك والفارس سامر البحث عن الطفلة ولم يعلما بأنها هبة، لاحقا تتعرف هبة على العديد من الأصدقاء وتعرفت على غادة التي أصبحت منافستها الرائعه وتتعرف على منى وربى وعلى الفارس ساري الذي كان يحبها وعلى الفارس سامر الذين وقعا بحب بعضهما البعض لكنها لا تعلم بأنها أنقذت الملك، والفارس سامر أيضا لا يعلم، يحاول الأشرار قتل هبة لأنها رأت وجه أحدهم ولكن الفارس سامر كان ينقذها دائما من الأشرار، تحصل مواقف كثيرة وتتعرف على أصدقاء كثر وتساعد أناسا كثر أثناء رحلاتها لتتعلم الكثير.

## وصلات خارجية
- 문화방송 장금이의 꿈 홈페이지
- 다음카페 장금이의 꿈 홈페이지
- 네이버카페 장금이의 꿈 홈페이지
- NHK 소녀 장금의 꿈 홈페이지
- 장금이의 꿈 - 미만부